# Korsnedtagningen (van der Weyden)
Korsnedtagningen är en oljemålning av den flamländske konstnären Rogier van der Weyden. Den dateras till före 1443 och är sedan 1939 utställd på Pradomuseet i Madrid. 
Målningen skildrar korsnedtagningen av Jesus och från vänster avbildas Maria, Kleofas hustru, aposteln Johannes, Maria Salome, Jungfru Maria som svimmat, Nikodemos i rött, den livlösa Jesus, okänd man på stegen, Josef från Arimataia, okänd man och längst till höger Maria från Magdala.
Målningen räknas som ett tidigt verk av van der Weyden som var en pionjär inom det nederländska måleriet. Han hade fortfarande en fot kvar i det gotiska måleriet vilket bland annat syns på den ålderdomliga guldbakgrunden i Korsnedtagningen. Gestalterna har en skulptural, plastisk, nästan reliefartad utformning. Detta är mellanstycket i en triptyk. De två sidostyckena togs ner vid något tillfälle och har nu gått förlorade. På van der Weydens tid gjordes många altartavlor med små snidade träfigurer placerade i grunda, lådliknande utrymmen. Han tycks ha anammat denna stil, men genom det nya mediet oljefärgen och dess teknik har han gjort sina gestalter mer levande.
Målningen beställdes av ett skyttegille till sitt kapell i Leuven. I de små masverken i hörnen avbildas armborstar som påminnelse om de ursprungliga beställarna. Den förvärvades 1548 av Maria av Österrike och därefter genom arv av Filip II av Spanien som förde tavlan till Madrid. Där hängde den först på Palacio Real de El Pardo och förvarades sedan länge i El Escorial. Under spanska inbördeskriget fördes tavlan till Schweiz och sedan krigsslutet ställs den ut på Pradomuseet.  